# Champ-le-Duc
Champ-le-Duc település Franciaországban, Vosges megyében. Lakosainak száma 481 fő (2022. január 1.). Champ-le-Duc Laval-sur-Vologne, Laveline-devant-Bruyères, Beauménil, Bruyères és Fiménil községekkel határos.

## Népesség
A település népességének változása:
| Lakosok száma | 534  | 555  | 568  | 544  | 531  | 518  | 505  | 493  | 481  |
|               | 2013 | 2015 | 2016 | 2017 | 2018 | 2019 | 2020 | 2021 | 2022 |